# 少年ケニヤ
『少年ケニヤ』（しょうねんケニヤ）は、山川惣治作の絵物語。また、それを原作とした派生作品。

## 概要
アフリカのケニアを舞台に、孤児になった日本人少年ワタルが仲間のマサイ族の酋長やジャングルの動物たちと冒険をする物語。1951年10月7日から1955年10月4日まで「産業経済新聞」（現：産経新聞）に連載されていた。『少年ケニヤ』は大人気となり、映画化、テレビドラマ化、漫画化、アニメ映画化なども行われた。その人気ぶりに『少年ケニヤ』は週1回の掲載から毎日の連載になり、「産業経済新聞」が一時は「ケニヤ新聞」と言われたほどだったという。山川惣治にとっては『少年王者』に次ぐ大ヒット作品であり、代表作ともなった。
1984年に角川書店がアニメ映画化した際には1983年9月から1984年2月にかけて角川文庫より、毎月3〜4冊の配本による全20巻が復刊された。この際表紙カバー及びカラー口絵3点を新たに描き下ろし、巻末には阿久悠、小野耕世、片岡義男、永井豪などの著名人が寄稿している。
サンケイ新聞文化面編集部長（当時）の三浦浩は、本作を後の時代でいう劇画にあたる作品とみなしている。
公式には日本文化輸入が禁じられていた1950年代の韓国でも、海賊版の形で出版されて人気を博した。

## ストーリー
1941年12月、日本は真珠湾を攻撃。米英と交戦状態に入った。日本の商社マンとして英国植民地のケニヤに駐在している村上大介と10歳になる息子のワタルは敵国人として拘束されるのを恐れ、自動車で奥地へと逃れた。途中、ワタルは父とはぐれ、ひとりぼっちとなるが、マサイ族の酋長のゼガやケートと呼ばれる不思議な美少女と出会い、彼らの助けも得ながら冒険の旅を続けて、最後は父親に巡り合う。

## キャラクター
ワタル
幼いときにケニヤで父とはぐれたが、たくましく成長し、父を探す冒険の旅を続ける少年。
村上大介
ワタルの父親。大東亜戦争勃発の混乱のさなかで生き別れたワタルを探し続け 戦争の終結も知らぬまま、密林をさまよう。
ケート
原始人の部族から「白い神」と崇められている美少女。実は赤子の時にさらわれてきたイギリス人。お転婆ぶりと寝相の悪さでは誰にも負けない。ワタルと共に両親を探して旅をする。
ゼガ
マサイの酋長。
ダーナ
ワタルたちのピンチに現れるワタルの守護神的な大蛇。
ちなみに産業経済新聞連載時、兜町ではダーナが登場した日は株価が上がると言われていた。
ナンター
象の群を率いる巨大なアフリカ象。ワタルの味方。
ティラノザウルス
ワタル達の迷い込んだ地底世界にいた大恐竜。ケートに惚れ込み、地上世界まで追いかけてきて暴れまわりダーナと死闘を繰り広げる。
この恐竜のビジュアルは後に山川の弟子であった絵物語作家である阿部和助がデザインしたゴジラの形態にヒントを与えたという説もある。

## ラジオドラマ
1953年より文化放送でラジオドラマが放送される。主題歌「少年ケニヤの歌」は山川惣治が作詞。

## 映画
1954年10月13日に南旺映画制作の白黒映画が大映配給にて公開される。主演の伊藤喜一とケイト役の上田道子は一般公募から選出された。
ビデオソフトは一般家庭にビデオが普及する前の1981年頃、30分に短縮されたビデオが大映映像事業部から発売されたことがあるのみで、その後一切再発売されていない。

### スタッフ
- 脚本・監督：岩沢庸徳
- 製作：南旺映画
- 特殊撮影：龍映社
- 音楽：山本雅之

### キャスト
- ワタル：伊藤喜一
- ケート：上田道子
- ゼガ：上田龍児
- 村上大介：三原純

## テレビドラマ
1961年5月4日から1962年2月8日までNET（現：テレビ朝日）で放送。モノクロ作品。放送時間は木曜日18時15分 - 18時45分。四部作、全41話。制作は東映。
『ナショナルキッド』の後番組として放送された。提供は『ナショナルキッド』と同じく松下電器一社。予算は『ナショナルキッド』の一本当たり100万円を上回る130万円がかけられ、このことはマスコミに大々的に宣伝された。
原作と異なり本作の時代設定は1961年で、村上大介も原子力科学者で、国際アフリカ資源調査団の一員と改められた。主演の山川ワタルは一般公募により1800人の中から選ばれており、芸名も本作に主演するためのものであった。新東宝の主演スターだった中山昭二、若杉嘉津子が出演しており、特に中山は、特撮ドラマ『ウルトラセブン』でのキリヤマ隊長役が広く知られているが、子供向けのテレビドラマへの出演は本作品が最初であった。
本作は1本当たりの制作費が130万円ほどで、当時の通常のドラマ制作費の約2倍の予算だった。撮影所のオープンセット以外でのロケ撮影は東京都杉並区久我山や、熱帯雨林の雰囲気を出していた山林のあった神奈川県真鶴町などで行われた。アフリカへのロケも行われたが、その関係で制作が遅れ、前作『ナショナルキッド』が急遽放映を延長することになった。(特撮専門誌『宇宙船』でのスタッフへのインタビューに拠る)アフリカロケは、大草原などの風景や動物を撮影するために行われ、日本で撮影されたドラマ部分に挿入されて臨場感を出している。
東映チャンネルでは、これまで第1話が何度か放送されたことがある。第2話以降のポジフィルムは長年行方不明になっていたが、後に東映から全41話分のポジフィルムを発見し、保存が確認されて2017年に全話収録されたDVDボックスが発売された。ただし、東映チャンネルでは現在も全話の放送はされていない。
1990年頃に、TBSの『テレビ探偵団』で最終回のオープニングと、ラストシーンの映像が放送された。ラストシーンは空港。ワタルは父親と再会して日本に帰国することとなり、ケートもイギリスに帰国する。ワタルはケートに自分の吹いていたピッコロをお別れにプレゼントすると、再会を約して機上の人となる。

### キャスト
- ワタル - 山川ワタル
- ケート（予言者）/ アメメ姫 - 関みどり
- ゼガ（マサイ族の元酋長） - 岩城力也
- 村上大介博士（ワタルの父） - 中山昭二
- ロンダ（マサイ族の少女） - 森るみ子
- ガルゴ（三魔神） - 山口勇
- ザッケン（三魔神）/ バッサン - 高原秀麿
- オンドン（三魔神） - 打越正八
- グレ/タブール/アーレン - 早木史郎
- センゲ - 三島良二
- ロメ/ザト - 秋山敏
- ポンコ - 藤江リカ
- アゴメ / ヤルスン - 志摩栄
- イサメ（ポロ族酋長）/ チョウ部隊長：豊野弥八郎
- マサイ族 - 大久保達也、岡嶋泰次郎、伊藤重利
- アッサム探偵 / ミスターX - 巽秀太郎
- ムン = ダラー - 白河青峰
- タリタリ小僧 - 岩谷肇（現・谷隼人）
- トスネ - 赤尾静子
- ジョジョ - 八代健二
- バジャー国王 - 三木宏祐
- クレオ姫（バジャー国王妃）- 萩京子
- アリ/警官 - 石森武雄
- 女官長エンマ - 萩千代子
- ベラ（エンマの腹心） - 花柳絹路
- 女官ブード - デヴィ・シェス
- 女官アンナ - プラバー・シェス
- チョウの配下 - 上田侑嗣、桑原菊水
- チョウの配下 / 画家 - 野村幸
- 村上博士夫人 - 風見章子
- ジョンソン - 仲原新二
- マリヤ夫人 - 姿年子
- ナイロビの医師 - 片山滉
- キャサリン大尉 - 若杉嘉津子
- アルマス - 斉藤邦雄
- カラホ - 鈴木志郎
- コマロ - 野田邦夫
- インテラ - 古賀京子
- 伊藤タケオ - 戸田秀樹
- アナウンサー - 都健二
- 花沢徳衛
- 岩波はるみ

### スタッフ
- 監督：仲木睦
- 企画：中井義
- 構成・脚本：松浦健郎
- 脚本：朝島靖之助
- 撮影：中町武
- 照明：吉岡伝吉
- 録音：大家忠男
- 美術：有隅徳重
- 助監督：柳生六弥
- 特殊撮影：常田弘之
- 編集：山口一喜
- 記録：小橋菜菜
- 進行：竹内源三郎
- 音楽：いずみたく
- 主題歌：「少年ケニヤの歌」「父を探して」
  - 作詞：井田誠一、作曲：いずみたく、歌：ビクター児童合唱団（ビクターレコード）

### 放送局
同時ネット
- NET（現：テレビ朝日）
- 東北放送[12]
- 新潟放送[13]
- 北陸放送
- 毎日放送
- 山陽放送
- 南海放送
- 九州朝日放送

時差ネット
- 北海道放送：日曜 11:00 - 11:30[14]
- 山形放送（1963年に放送）：土曜 17:35 - 18:05[15]
- 福島テレビ（1963年に放送。本放送当時は未開局）：日曜 8:00 - 8:30[16]
- 静岡放送
- 東海テレビ
- ラジオ中国

### 映像ソフト化
2017年2月8日に、ベストフィールドから全41話分を収録したデジタルリマスター版のDVD-BOXが発売されている。
| NET（現：テレビ朝日） 木曜18:15 - 18:45枠 | NET（現：テレビ朝日） 木曜18:15 - 18:45枠 | NET（現：テレビ朝日） 木曜18:15 - 18:45枠        |
| 前番組                                    | 番組名                                    | 次番組                                           |
| ----------------------------------------- | ----------------------------------------- | ------------------------------------------------ |
| ナショナルキッド                          | 少年ケニヤ                                | 単発番組 （1962年2月～3月） ↓ 歌のペナントレース |

## 漫画
『週刊少年サンデー』にて1961年14号 - 1962年15号の間、連載される。画は石川球太が担当。

## アニメ映画
1984年3月10日に、『幻魔大戦』に続く角川映画製作のアニメ第2作として公開される。同時上映は『スヌーピーとチャーリー・ブラウン』。原作者の山川自身がオープニングとラストシーンの実写映像に出演した。そのオープニングは山川が語る後ろに挿絵が流れていくというものだったが浮いているような山川の全身と輪郭の家具という大林ワールドが炸裂している。
監督にはこれまでに角川映画で3作品を監督して来た実写畑の大林宣彦が起用され、大林は商業用アニメ映画でありながら、さまざまな実験的・前衛的な手法を取り入れた。
さらに大林は「アマチュアの感性も取り入れたい」とも発案し、アニメーターが一般公募され、これにまだ高校生だったうるし原智志や細田守らが合格。細田は不参加だったものの、実際にうるし原がアニメーターとして作画に参加している。ケートは12歳の少女と設定されているが、1コマだけ陰裂を露出するシーンがあり、当時の角川特番では「監督のささやかなイタズラ」と称して紹介された。テレビドラマ版の主演を務めた山川ワタル（沓名信夫）は、本作の興行について『風の谷のナウシカ』に完敗であったと証言している。上映後にビデオ化され2003年にDVD化され2008年に再発された。レンタルはビデオのみでDVDは非レンタルである。上映前にシナリオの決定稿と絵コンテとスチールで構成された角川文庫「シナリオ少年ケニヤ」が発刊された。

### キャスト
- ワタル - 高柳良一
- ケート - 原田知世
- ゼガ - 大塚周夫
- シュタイン博士 - 八奈見乗児
- 村上大介 - 井上真樹夫
- 村上葉子 - 増山江威子
- フォン・ゲルヒン - 永井一郎
- ワカギ（マサイ族） - 塩沢兼人
- グレ（ポラ族） - 内海賢二
- アゲラ（トカゲ族） - 柴田秀勝

### スタッフ
- 製作：角川春樹、今田智憲
- プロデューサー：田宮武
- 監督：大林宣彦
- 共同監督：今沢哲男
- 脚本：桂千穂、内藤誠、剣持亘
- 音楽監督：宇崎竜童
- 編曲：朝川朋之
- 撮影監督：福井政利
- 美術監督：田中資幸
- 作画監督：我妻宏
- 作画監督補佐：青山充、山本福雄、敷島博英、八島善孝
- 原画：須田正己、荒木伸吾、山口泰弘、北原健雄、姫野美智 ほか
- 編集：花井正明、大林宣彦
- 製作担当：関良宏
- アニメーション制作：東映動画

### 主題歌
- 渡辺典子「少年ケニヤ」（作詞：阿木燿子、作曲：宇崎竜童、編曲：萩田光雄）